# Vulkanizacija
Vulkanizacija je kemijsko-tehnički proces kojeg je 1839. razvio Charles Goodyear. Pri vulkanizaciji se kaučuk pod utjecajem pritiska, vremena i temperature pretvori u gumu koja tako postane otporna na kemijske i atmosferske utjecaje te mehanička naprezanja.
Kod vulkanizacije se pojedine polimerske molekule povezuju s drugim polimernim molekulama. Krajnji rezultat je guma.
Proces je dobio ime po rimskom bogu požara Vulkanu.
U današnje vrijeme se često spominje postupak vulkanizacije kada se radi o automobilima. Postupkom vulkanizacije se krpaju pneumatici na vozilu. Ovim postupkom mogu se krpati prorezi do 1 cm dužine uz uvjet da nisu presječene ojačala (žice) unutar pneumatika.